# Røddingkredsen
Røddingkredsen var en valgkreds (eller opstillingskreds) i Sønderjyllands Amtskreds frem til og med 2006. Kredsen blev nedlagt i forbindelse med Strukturreformen i 2007. Afstemningsområderne i Rødding Kommune indgår fremover i Vejenkredsen, mens afstemningsområderne i Gram Kommune og Vojens Kommune fremover er en del af Haderslevkredsen.
Den 8. februar 2005 var der 24.142 stemmeberettigede vælgere i kredsen.
Kredsen rummede flg. kommuner og valgsteder:
1. Gram Kommune
  1. Arnum
  2. Enderupskov
  3. Fole
  4. Gram
  5. Kastrup
  6. Tiset
2. Rødding Kommune
  1. Brændstrup
  2. Hjerting
  3. Jels
  4. Lintrup
  5. Rødding
  6. Sdr.Hygum
  7. Skodborg
  8. Skrave
  9. Øster Lindet
3. Vojens Kommune
  1. Hammelev
  2. Jegerup
  3. Nustrup
  4. Oksenvad
  5. Over Jerstal
  6. Simmersted
  7. Skrydstrup
  8. Sommersted
  9. Vedsted
  10. Vojens Vest
  11. Vojens Øst